# Сомалилендски шилинг
Вижте пояснителната страница за други значения на шилинг.
Сомалилендският шилинг (на сомалийски: Soomaaliland Shilin, на арабски: شلن صوماليلاندي) е националната валута на Сомалиленд, самопровъзгласила се република, която е международно призната като автономна област на Сомалия.

## История
Сомалилендският шилинг е въведен на 18 октомври 1994 г. в размер на един нов Сомалилендски шилинг за 100 сомалийски шилинга. Сомалийският шилинг престава да бъде приеман като законно платежно средство в Сомалиленд от 31 януари 1995 г. Въпреки че властите в Сомалиленд оттогава се опитват да забранят използването на сомалийския шилинг, официалната валута на Сомалия все още е предпочитаното средство за обмен на много народи в региона.

## Монети
Номинално един шилинг от Сомалиленд е разделен на 100 цента, но монетите, деноминирани в цента, никога не са били издавани, вероятно поради ниската стойност на един шилинг. Монетата с най-ниска стойност е от един шилинг, сечена през 1994 г. за пръв път в „Pobjoy Mint“ в Англия и поради това носи знака на монетния двор „PM“. През 2002 г. са издадени монети от 2 и 5 шилинга с изображения на изследователя сър Ричард Бъртън и на петел, съответно. Други монети, които са били издадени в някакъв момент, са монетата от 10 шилинга (изобразяваща маймуна), монетата от 20 шилинга (изобразяваща куче), и сребърната монета от 1000 шилинга (също изобразяваща сър Ричард Бъртън). На обратната страна монетата от 1000 шилинга съдържа интересна грешка: вместо герб на Сомалиленд, тя показва герб на Сомалия. Понастоящем няма в обращение монети и не се секат.

## Банкноти
Банкнотите са издадени с купюри от 5, 10, 20, 50, 100, 500, 1000 и 5000 шилинга и техните дати, вариращи от 1994 до 2011 г. Само банкнотите от 100, 500, 1000 и 5000 шилинга са в обращение. През 1996 и 1999 г. са издадени редовно 50-шилингови банкноти с увеличен размер (130 × 58 или 130 × 57 mm от различни източници). През 1996 г. банкнотите са подпечатани с фразата „5th Anniversary of Independence 18 May 1996 Sanad Gurada 5ee Gobanimadda 18 May 1996“ (в превод – 5-а годишнина на независимостта 18 май 1996) в бронзови/златни букви или само „Sanad Gurada 5ee Gobanimadda 18 May 1996“ в сребърни букви за отбелязване на петата годишнина от независимостта. Въпреки това е неясно дали тези възпоменателни банкноти са подпечатани от официалните органи на Сомалиленд или от нумизматичен търговец.

## Обменни курсове
Централната банка на Сомалиленд предвижда обмен на услуги за различни валути в официалния курс на правителството, но повечето хора предпочитат по-добрите, макар и неофициални проценти, предоставени от „хавала“ агенти и обменители по улиците на основните градове.
През ноември 2000 г. официалният валутен курс е 4550 шилинга за 1 щатски долар. Неофициалните обменни курсове по това време варират между 4 и 5 хил. шилинга за долар.
- декември 2008 г. – 7500 шилинга за долар[3]
- декември 2015 г. – 6000 шилинга за долар
- юли 2019 г. – 8500 шилинга за долар.